# تالوس مالونات
تالوس مالونات (به انگلیسی: Thallous malonate) با فرمول شیمیایی C۳H۲O۴Tl۲ یک ترکیب شیمیایی با شناسه پاب‌کم ۱۶۶۸۴۴۵۷ است. که جرم مولی آن ۵۱۰٫۸۱۲ g/mol می‌باشد. 